# Харитту
Ха́ритту (фин. Harittu) — один из районов города Турку, входящий в округ Скансси-Уиттамо.

## Географическое положение
Район расположен к юго-востоку от центральной части Турку, гранича с востока с муниципалитетом Каарина.

## Население
В 2004 году население района составляло 3870 человек, из которых дети моложе 15 лет составляли 23,00 %, а старше 65 лет — 4,19 %. Финским языком в качестве родного владели 87,42 %, шведским — 5,32 %, а другими языками — 7,26 % населения района.